# Редфилд (Арканзас)
Редфилд (англ. Redfield, Arkansas) — город, расположенный в округе Джефферсон (штат Арканзас, США) с населением в 1157 человек по статистическим данным переписи 2000 года.

## География
По данным Бюро переписи населения США город Редфилд имеет общую площадь в 6,99 квадратных километров, водных ресурсов в черте населённого пункта не имеется.
Редфилд расположен на высоте 92 метра над уровнем моря.

## Демография
По данным переписи населения 2000 года в Редфилде проживало 1157 человек, 327 семей, насчитывалось 453 домашних хозяйств и 484 жилых дома. Средняя плотность населения составляла около 165,3 человек на один квадратный километр. Расовый состав Редфилда по данным переписи распределился следующим образом: 93,00 % белых, 2,94 % — чёрных или афроамериканцев, 0,17 % — коренных американцев, 1,47 % — азиатов, 0,26 % — выходцев с тихоокеанских островов, 1,82 % — представителей смешанных рас, 0,35 % — других народностей. Испаноговорящие составили 2,42 % от всех жителей города.
Из 453 домашних хозяйств в 36,4 % — воспитывали детей в возрасте до 18 лет, 60,0 % представляли собой совместно проживающие супружеские пары, в 8,6 % семей женщины проживали без мужей, 27,8 % не имели семей. 25,2 % от общего числа семей на момент переписи жили самостоятельно, при этом 9,9 % составили одинокие пожилые люди в возрасте 65 лет и старше. Средний размер домашнего хозяйства составил 2,55 человек, а средний размер семьи — 3,07 человек.
Население города по возрастному диапазону по данным переписи 2000 года распределилось следующим образом: 25,4 % — жители младше 18 лет, 9,9 % — между 18 и 24 годами, 31,1 % — от 25 до 44 лет, 23,2 % — от 45 до 64 лет и 10,3 % — в возрасте 65 лет и старше. Средний возраст жителей составил 35 лет. На каждые 100 женщин в Редфилде приходилось 92,5 мужчин, при этом на каждые сто женщин 18 лет и старше приходилось 96,6 мужчин также старше 18 лет.
Средний доход на одно домашнее хозяйство в городе составил 36 302 доллара США, а средний доход на одну семью — 46 333 доллара. При этом мужчины имели средний доход в 31 786 долларов США в год против 24 583 доллара среднегодового дохода у женщин. Доход на душу населения в городе составил 16 881 доллар в год. 9,1 % от всего числа семей в округе и 10,6 % от всей численности населения находилось на момент переписи населения за чертой бедности, при этом 17,0 % из них были моложе 18 лет и 6,1 % — в возрасте 65 лет и старше.